# 兵庫県立北条高等学校
兵庫県立北条高等学校（ひょうごけんりつ ほうじょうこうとうがっこう）は、兵庫県加西市段下町847番地5にある公立高等学校。

## 沿革
旧 県立北条高等学校 時代
- 1923年（大正12年）5月8日 - 北条町立北条実科高等女学校設立
- 1925年（昭和14年）3月31日 - 兵庫県北条高等女学校と校名変更
- 1930年（昭和5年）4月1日 - 兵庫県立北条高等女学校と校名変更
- 1948年（昭和23年）4月1日 - 兵庫県立北条高等学校と校名変更

県立北条農業高等学校時代
- 1934年（昭和9年）1月19日 - 兵庫県立国民高等学校設立
- 1943年（昭和18年）4月1日 - 兵庫県立北条農学校に組織を変更し、農業科・農業拓殖科設置
- 1948年（昭和23年）4月1日 - 兵庫県立北条農業高等学校と校名変更

現 県立北条高等学校 時代
- 1948年（昭和23年）9月1日 - 兵庫県立北条高等学校と兵庫県立北条農業高等学校が統合され、兵庫県立北条高等学校となる
- 1949年（昭和24年）4月1日 - 家庭科設置
- 1950年（昭和25年）4月1日 - 定時制課程設置
- 1951年（昭和26年）2月1日 - 現在地に新校舎建設、第一期工事竣工
- 1951年（昭和26年）12月 - 現在地に新校舎建設移転完了
- 1952年（昭和27年）10月11日 - 校歌・校旗制定
- 1963年（昭和38年）4月 - 家庭科を家政科に名称変更
- 1966年（昭和41年）4月1日 - 兵庫県立播磨農業高等学校開設により、農業科の募集を停止し、農業科2年生を同校へ移籍
- 1967年（昭和42年）5月27日 - 体育館兼講堂竣工
- 1968年（昭和43年）7月28日 -プール竣工
- 1971年（昭和46年）2月10日 - 生徒集会室(保健室も含む)竣工
- 1973年（昭和48年）6月1日 - 創立50周年記念式典挙行
- 1978年（昭和53年）11月16日 - 校舎改築第１期工事完成(普通教室15教室)
- 1979年（昭和54年）3月21日 - 合宿所兼集会所(飯盛野会館)竣工
- 1980年（昭和55年）5月30日 - 特別教室棟(A)・昇降口棟・普通教室(9教室)完成(第２期工事)
- 1981年（昭和56年）3月27日 - 管理棟完成(第３期工事)
- 1982年（昭和57年）3月15日 - 特別教室棟(B)完成(第４期工事)
- 1983年（昭和58年）2月14日 - 第１体育館完成
- 1983年（昭和58年）3月9日 - 生徒集会室棟(B)完成
- 1983年（昭和58年）9月25日 - 創立60周年記念式典挙行
- 1990年（平成2年）4月 - ピーク 1学年11クラス
- 1993年（平成5年）10月30日 - 創立70周年記念式典挙行
- 1997年（平成9年）3月18日 - グランド改修
- 2003年（平成15年）11月8日 - 創立80周年記念式典挙行
- 2004年（平成16年）4月 - 文科省指定「全国的かつ総合的な学力調査の実施に係る研究指定校」
- 2005年（平成17年）4月 - 文科省指定「全国的かつ総合的な学力調査の実施に係る研究指定校」
- 2006年（平成18年）4月 - 「学力向上ステップアップハイスクール」事業研究指定校
- 2007年（昭和19年）4月1日 - 全日制普通科特色選抜・複数志願選抜実施
- 2009年（平成21年）3月 - 「学力向上ステップアップハイスクール」事業終了、家政科募集停止
- 2011年（平成23年）3月31日 - 全日制家政科閉科
- 2012年（平成24年）3月31日 - 定時制課程廃止
- 2013年（平成25年）10月 - 創立90周年記念式典挙行、マスコットキャラクター「らかんくん」誕生（本名 北条羅漢）
- 2015年（平成27年）4月 - アフタースクールゼミ 開講（〈河合塾 : 受験指導コース〉 英語、数学）（〈兵庫教育大学 : 基本コース・寺子屋形式〉 英語、数学・理科）
- 2016年（平成28年）4月1日 - 人間創造コース 開設、「ひょうご学力向上サポート事業」研究指定校
- 2021年（令和4年） - トイレ改修工事開始
- 2023年（令和5年） - 創立100周年記念式典挙行

## 日常生活
- 毎週月、木曜日は7時限授業を実施しているため、終業時刻が16時05分。
- 全学年8時20分登校。
- 8時25分からSHRが始まる。
- 生徒の大半が加西市の生徒である。
- 奇抜な髪型以外OK
- 携帯電話の持込可能だが使用禁止

## 部活動
運動部
- 野球部
- 陸上競技部
- 男子バスケットボール部
- 女子バスケットボール部
- 男子バレーボール部
- 女子バレーボール部
- サッカー部
- 男子ソフトテニス部
- 女子ソフトテニス部
- 剣道部

文化部
- 自然科学部
- 生活デザイン部
- 茶華道部
- 文芸・美術部
- 吹奏楽部
- 放送部
- ふるさと創造部

## 著名な出身者
- 村上政敏（元日本広告審査機構理事長）
- 西村和平（現加西市長）
- 中川暢三（元加西市長）
- 小川知男（福崎町役場職員、造形作家）
- 山下良則（リコー社長、経済同友会副代表幹事）
- 竹本和彦（元地球環境審議官）
- 佐伯千夏（元女子プロ野球選手・兵庫ディオーネ）
- 肘井竜蔵（元プロ野球選手・千葉ロッテマリーンズ）
- 坪木和久（気象学者）
- 三枝大地（バレーボール指導者）